# Páhi
Páhi – wieś i gmina w środkowo-południowej części Węgier, w pobliżu miasta Kiskunmajsa. Miejscowość leży na obszarze Wielkiej Niziny Węgierskiej, w komitacie Bács-Kiskun, w powiecie Kiskőrös.
Gmina Páhi liczy 1213 mieszkańców (2009) i zajmuje obszar 38,96 km².